# Ismael Moreno Chamarro
Ismael Moreno Chamarro (Maján, Sòria, 24 de setembre de 1955) és un jutge de l'Audiència Nacional i antic policia espanyol.

## Biografia
Va ingressar al cos nacional de Policia d'Espanya el 1974, on va servir nou anys fins que es va llicenciar en Dret. Es va treure les oposicions a carrera judicial el 1983 i va començar a treballar als Jutjats de Badalona i de Talavera de la Reina. El 1984 va començar a treballar al Jutjat Central d'Instrucció Número 1, des d'on va tenir certa cobertura mediàtica en investigar l'intent d'un policia espanyol d'implicar el Govern de Nicaragua en un cas de tràfic de drogues. El 1985 fou traslladat al Jutjat Central d'Instrucció número dos de l'Audiència Nacional.
Cinc anys després va ser nomenat magistrat. El 1986 fou investigat, junt a Antonio Rosino, per la seua actuació com a inspector de policia a la comissaria de Chamartín per presumpte delicte de falsedat. Posteriorment va intentar -sense èxit- assolir la Presidència de l'Audiència Nacional.
Va gestionar el Cas Sogecable, un dels més destacats de la seva trajectòria i que va acabar amb la carrera del també jutge Javier Gómez de Liaño. Durant aquest cas fou acusat per prevaricació. També va dur el cas Nóos, que va retornar als jutjats de Palma, i la investigació del Cas Emperador, contra l'empresari xinès Gao Ping. Va arxivar el cas dels vols de presoners de l'CIA a Guantánamo. D'altres casos que ha gestionat totalment o parcialment són el Cas GAL, Volkswagen, Nova Caixa Galicia.
L'any 2004 va arxivar el cas Naparra, que investigava el segrest i mort de José Miguel Etxeberria, reivindicat pel Batallón Vasco Español, al·legant que es tractava d'una "suposada desaparició".
És considerat un jutge de perfil conservador. Una de les poques vegades que ha contradit a Fiscalia és quan es va negar que l'audiència Nacional investigués el cas Falange y Tradición, un grup d'ultradreta que havia atacat monuments i memorials democràtics a les víctimes del franquisme entre 2008 i 2009. Els condemnats van evitar la presó.
El 2010 va citar a declarar als membres de la Comissió Internacional de Verificació sobre el procés de desarmament de l'organització ETA.
El 2016 portà a presó uns titellaires per un espectacle a Madrid on a l'obra es feia un joc de paraules amb les paraules Al-Qaida i ETA. A més, investigà l'Assemblea Nacional Catalana i l'Associació Catalana de Municipis i al regidor vigatà Joan Coma i Roura, acusat de sedició.
És el jutge encarregat d'investigar els presumptes delictes de sedició duts a terme durant les concentracions en protesta de l'Operació Anubis el setembre de 2017 a Barcelona. Fa classes a la Fundació Ramón Areces.

## Publicacions
- El Proceso Penal (Comentarios a la Ley de Enjuiciamiento Criminal, 2004)
- Delitos societarios: las diferentes figuras delictivas y su aplicación en los tribunales. Centro de Estudios Ramón Areces, 2005. ISBN 84-8004-687-2[12]